# Capacitación en Capital Humano
El Capacitación en Capital Humano se refiere al conocimiento especializado, las habilidades y las capacidades de las personas valoradas por los empleadores y que contribuyen al crecimiento y desarrollo económico. Incluye habilidades técnicas y blandas, y la inversión en capital humano se considera un factor clave para impulsar el crecimiento económico y la competitividad. "Capital humano" es un término más amplio que abarca todos los conocimientos, habilidades y destrezas adquiridos, mientras que "Capacitación en Capital Humano" se refiere al subconjunto de estos activos que son muy valorados por los empleadores y tienen una gran demanda en el mercado laboral.

## Definición
El capacitación en capital humano se refiere al conocimiento especializado, las habilidades y las capacidades de las personas valoradas por los empleadores y que contribuyen al crecimiento y desarrollo económico. Incluye habilidades técnicas y blandas, y la inversión en capital humano se considera un factor clave para impulsar el crecimiento económico y la competitividad. "Capital humano" es un término más amplio que abarca todos los conocimientos, habilidades y destrezas adquiridos, mientras que "Capacitación en Capital Humano" se refiere al subconjunto de estos activos que son muy valorados por los empleadores y tienen una gran demanda en el mercado laboral se refiere a la combinación de educación, capacitación y experiencia laboral que un individuo ha adquirido y que puede utilizarse para generar valor económico. Representa el conocimiento, las habilidades y las capacidades que las personas aportan al lugar de trabajo y es un factor crítico en la productividad, la competitividad y la innovación de las economías. Estudios recientes han demostrado que la inversión en capacitación en capital humano puede generar impactos positivos significativos en el crecimiento económico y el desarrollo. Por ejemplo, la investigación ha encontrado que los países con niveles más altos de capacitación en capital humano tienden que tener niveles más altos de crecimiento económico y productividad, y que la inversión en educación y capacitación puede generar aumentos en la innovación, el espíritu empresarial y la creación de empleo.

### Capacitación en Capital Humano: la importancia de las habilidades específicas para impulsar el crecimiento económico y el desarrollo
El concepto de Capacitación en Capital Humano o capital humano calificado se suma al concepto general de capital humano al centrarse en los conocimientos, habilidades y capacidades específicos que las personas aportan al lugar de trabajo. Si bien el capital humano se refiere a la inversión general en educación, capacitación y experiencia laboral que ha realizado un individuo, el capital humano calificado destaca la importancia de áreas particulares de especialización, como las habilidades técnicas o profesionales, y las formas en que estas habilidades pueden desarrollarse. se utiliza para generar valor económico. En este sentido, el capacitación en capital humano puede verse como una subcategoría del capital humano, que reconoce la creciente importancia de las habilidades específicas en una economía globalizada y que cambia rápidamente. Al centrarse en el desarrollo de habilidades particulares y enfatizar el papel que estas habilidades juegan en la creación de valor económico, el concepto de capacitación en capital humano puede ayudar a las personas, empresas y legisladores a comprender las formas en que la inversión en educación y capacitación puede conducir a crecimiento económico y desarrollo.

## Historia
El capital humano se refiere al conocimiento, las habilidades y las capacidades de las personas que contribuyen a su productividad y potencial de ingresos. Invertir en capital humano, a través de programas de educación y capacitación, puede conducir a un mayor crecimiento económico a medida que las personas se vuelven más productivas e innovadoras. Una fuerza laboral capacitada puede impulsar los avances tecnológicos, crear nuevas industrias y mejorar la competitividad general en el mercado global. Además, una población educada y capacitada también puede conducir a una asignación de recursos más eficiente y una mejor toma de decisiones, lo que resulta en una economía más próspera y estable.

### Las diferencias entre capital humano y Capacitación en Capital Humano
Las diferencias entre el capital humano y Capacitación en Capital Humano(capital humano calificado) son sutiles pero significativas. Comprender estas diferencias es importante para analizar y abordar de manera efectiva los desafíos económicos del siglo XXI.
El capital humano se refiere a la acumulación de conocimientos, habilidades y capacidades que las personas obtienen a través de la educación, la capacitación y la experiencia laboral. Este amplio concepto abarca todos los activos que las personas aportan al mercado laboral, incluidas las habilidades técnicas, las habilidades blandas y otras formas de experiencia.
El capacitación mayor en capital humano, por otro lado, se refiere específicamente al conocimiento especializado y las habilidades que tienen una gran demanda por parte de los empleadores. Esto incluye habilidades altamente técnicas, así como habilidades blandas como liderazgo, resolución de problemas y comunicación.
La distinción entre estos dos conceptos es importante porque destaca el valor que las diferentes formas de capital humano aportan a la economía. Si bien todas las formas de capital humano son importantes, el capital humano calificado es particularmente valioso porque impulsa la innovación, la productividad y la competitividad. La inversión en capital humano es ampliamente reconocida como un factor clave para impulsar el crecimiento económico y el desarrollo. Al invertir en educación y capacitación, las personas pueden aumentar su capital humano y convertirse en contribuyentes más valiosos para la economía. Sin embargo, invertir en capacitación en capital humano es particularmente importante, ya que proporciona a las personas los conocimientos y habilidades especializados que los empleadores demandan mucho. En conclusión, los términos "capital humano" y "capacitación mayor en capital humano" son distintos, se refieren a conceptos diferentes cuantitativos. Comprender estas diferencias es importante para analizar y abordar de manera efectiva los desafíos económicos del siglo XXI y para garantizar que la inversión en capital humano se centre en las áreas que tienen más probabilidades de impulsar el crecimiento económico y la competitividad.
La fórmula para el valor económico del capacitación en capital humano se puede expresar de la siguiente manera:
Valor económico del capacitación en capital humano = Producto marginal de la mano de obra calificada  × tasa salarial de la mano de obra calificada
En esta fórmula, el producto marginal de la mano de obra calificada se refiere a la producción adicional que se produce como resultado de una unidad adicional de mano de obra calificada, y la tasa salarial de la mano de obra calificada es el precio de mercado de esa mano de obra calificada. Esta fórmula destaca las diferencias clave entre el capital humano y el capacitación en capital humano y enfatiza la importancia de la inversión en capital humano calificado para impulsar el crecimiento económico y la competitividad. Al invertir en educación y capacitación para aumentar la oferta de mano de obra calificada, las personas y las economías pueden aumentar el valor económico de su capital humano y volverse más productivas y competitivas.

### Capital humano
El capital humano se considera un motor clave del crecimiento económico, ya que afecta la capacidad de las personas para producir bienes y servicios, así como su potencial de ingresos. De acuerdo con una teoría económica bien establecida conocida como la teoría del capital humano, la inversión en educación, capacitación y otras formas de desarrollo del capital humano conduce a una mayor productividad, innovación y competitividad.
Los estudios han encontrado una fuerte correlación entre la inversión en capital humano y el crecimiento económico. Por ejemplo, un informe del Banco Mundial, "El papel del capital humano en el crecimiento económico", encontró que los países con niveles más altos de capital humano tenían un crecimiento económico más rápido y niveles más altos de ingreso per cápita.
Además, se ha demostrado que el capital humano desempeña un papel crucial en la reducción de la pobreza y la promoción de la igualdad de ingresos. Los trabajadores calificados tienden a tener salarios más altos y mejores oportunidades laborales, lo que conduce a mejores niveles de vida y menor desigualdad de ingresos.
Vale la pena mencionar que, si bien la inversión en capital humano puede impulsar el crecimiento económico, no es el único factor. Otros factores como el capital físico, el progreso tecnológico y la buena gobernanza también juegan un papel importante.

## Estructura

### La Teoría del Capital Humano
Explicación de la teoría del capital humano y sus principios clave; Los principios clave de la teoría del capital humano son:
El conocimiento, las destrezas y las habilidades son factores importantes de producción: según la teoría del capital humano, los conocimientos, las destrezas y las habilidades (denominados colectivamente capital humano) son componentes esenciales de la capacidad productiva, junto con el capital físico y los recursos naturales.
La inversión en capital humano aumenta la productividad: la teoría sostiene que la inversión en educación, formación y otras formas de desarrollo del capital humano conduce a una mayor productividad, ya que las personas están mejor equipadas para realizar su trabajo y crear nuevos productos y servicios.
El capital humano es una forma de inversión: La teoría del capital humano considera la inversión en educación y formación como inversiones en capital humano, de forma similar a las inversiones en capital físico. Estas inversiones producen rendimientos en forma de mayor productividady potencial de ganancias.
```
"La inversión en capital humano y físico es esencial para el crecimiento económico y la mejora del nivel de vida a largo plazo." — Robert Solow, R. M. (1956).Pag65. 
```

Los recursos disponibles pueden ser utilizados para satisfacer directamente las necesidades humanas a través del consumo. Sin embargo, también se pueden satisfacer de manera indirecta al destinar una parte de estos recursos a aumentar la capacidad productiva. Las inversiones que se utilizan para incrementar la capacidad de producir más se conocen como capital.
para entenderlo mejor daremos un ejemplo: Imaginar que es  una comunidad que posee una cantidad limitada de tierra y herramientas. Pueden usar estos recursos directamente para cultivar alimentos y satisfacer sus necesidades inmediatas. Sin embargo, si deciden reservar una parte de sus recursos para construir mejores herramientas o sistemas de riego, incrementarán su capacidad de producción a largo plazo. Esta inversión en nuevas herramientas y tecnología es lo que se considera capital.

### Estudios empíricos
Varios estudios han encontrado una fuerte correlación entre la inversión en capital humano y el crecimiento económico. Por ejemplo, los estudios han encontrado que los países con niveles más altos de educación y capacitación tienden a tener niveles más altos de productividad e ingreso per cápita.
Comparaciones entre países: Las comparaciones de países con diferentes niveles de inversión en capital humano han brindado evidencia adicional de la relación entre el capital humano y el crecimiento económico. Por ejemplo, los países con mayores niveles de inversión en educación y capacitación tienden a tener mayores niveles de crecimiento económico y menores niveles de pobreza.
Estudios de casos históricos: Los estudios de casos históricos de países que han realizado inversiones significativas en el desarrollo del capital humano también han brindado evidencia en apoyo de la teoría del capital humano. Por ejemplo, el rápido crecimiento económico de países como Corea del Sur y Taiwán se ha atribuido, en parte, a sus inversiones en educación y formación.
Además de estos estudios, también hay un creciente cuerpo de evidencia del campo de la neuroeconomía que sugiere que las inversiones en capital humano pueden tener efectos positivos en la función cognitiva y el desarrollo del cerebro, lo que brinda más apoyo a la teoría del capital humano.

## Fondos

### Impacto del Capacitación en Capital Humano
El impacto del capacitación en Capital Humano en el crecimiento económico: análisisde los efectos positivos de una inversión en capital humano en la productividad, lainnovación y la competitividad:
Mayor productividad: la inversión en el desarrollo del Capacitación en Capital Humano conduce a mayores niveles de productividad, ya que las personas están mejor equipadas para realizar sus trabajos y crear nuevos productos y servicios. Esto, a su vez, impulsa el crecimiento económico al aumentar la producción de bienes y servicios y mejorar el nivel de vida.

### Innovación mejorada
Innovación mejorada: una fuerza laboral altamente calificada y educada tiene más probabilidades de ser innovadora, ya que las personas están mejor equipadas para pensar críticamente y generar nuevas ideas. Esto, a su vez, impulsa el crecimiento económico mediante la creación de nuevas industrias, la mejora de la competitividad y el aumento del ritmo del avance tecnológico.

### Competitividad mejorada
Competitividad mejorada: una fuerza laboral bien educada y altamente calificada puede hacer que un país sea más competitivo en el mercado global. Esto, a su vez, impulsa el crecimiento económico al atraer inversión extranjera, aumentar las exportaciones y mejorar la balanza comercial.
La inversión en capacitación en Capital Humano se considera ampliamente como un componente crítico del crecimiento económico y el desarrollo. Al aumentar la productividad, la innovación y la competitividad, tiene un impacto positivo en el crecimiento económico, lo que la convierte en una prioridad clave para gobiernos, empresas e individuos por igual.

### Productividad
Productividad: la inversión en Capacitación en Capital Humano conduce a niveles más altos de productividad al aumentar las habilidades y el conocimiento de las personas. Esto da como resultado trabajadores mejor equipados para realizar su trabajo, lo que conduce a una mayor eficiencia y una mayor producción de bienes y servicios. Por ejemplo, los trabajadores con mayores niveles de educación tienden a ser más productivos y eficientes, lo que impulsa el crecimiento económico al aumentar la producción de bienes y servicios. 

### Innovación
Innovación: una fuerza laboral altamente calificada y educada tiene más probabilidades de ser innovadora, ya que las personas están mejor equipadas para pensar críticamente y generar nuevas ideas. Esto da como resultado nuevos productos, servicios y tecnologías, que pueden conducir a nuevas industrias y mercados. Por ejemplo, los países con mano de obra altamente calificada y educada tienden a ser más innovadores, lo que impulsa el crecimiento económico al mejorar la competitividad, aumentar las exportaciones y atraer inversiones extranjeras. Competitividad: una fuerza laboral bien educada y altamente calificada puede hacer que un país sea más competitivo en el mercado global. Esto da como resultado una mayor capacidad para atraer inversiones extranjeras, aumentar las exportaciones y mejorar la balanza comercial. Por ejemplo, los países con mano de obra calificada y altamente educada tienden a ser más competitivos, lo que impulsa el crecimiento económico al atraer inversiones extranjeras y aumentar las exportaciones. Además de estos impactos directos, la inversión en capital humano también tiene efectos indirectos sobre el crecimiento económico, como una mayor estabilidad social y política, mejores resultados de salud y reducción de los niveles de pobreza. Estos efectos indirectos contribuyen aún más al crecimiento económico al crear un entorno más propicio para los negocios y la actividad económica. En conclusión, la inversión en capital humano se considera ampliamente como un componente crítico del crecimiento económico y el desarrollo. Al aumentar la productividad, la innovación y la competitividad, la inversión en capital humano tiene un impacto positivo en el crecimiento económico y el desarrollo, lo que la convierte en una prioridad clave para gobiernos, empresas e individuos por igual.

## Contribución
En los últimos años, ha habido muchos estudios que han explorado el impacto del capacitación en capital humano en el crecimiento económico y el desarrollo. Algunos de los hallazgos clave de estos estudios incluyen:
Impacto positivo en la productividad: Los estudios han demostrado que los países con mayores niveles de capacitación en capital humano o capital humano calificado tienden a tener mayores niveles de productividad y crecimiento económico. Esto se debe a que los trabajadores calificados pueden adaptarse mejor a las nuevas tecnologías, las innovaciones y los cambios en el mercado laboral, y son más productivos que sus contrapartes no calificadas.
Contribución a la innovación: el capacitación en capital humano también juega un papel clave en el impulso de la innovación y el progreso tecnológico. Es más probable que los trabajadores altamente calificados tengan las habilidades y los conocimientos necesarios para desarrollar nuevos productos, procesos y tecnologías, y llevarlos al mercado.
Competitividad mejorada: La presencia de una fuerza laboral grande y bien educada es un factor clave para determinar la competitividad de un país en la economía global. Los países con altos niveles decapacitación en capital humano tienen mayor capacidad para atraer inversiones y es más probable que puedan competir en una amplia gama de industrias y mercados. Estos hallazgos resaltan la importancia de la inversión en capital humano calificado para impulsar el crecimiento económico y la competitividad. El capacitación en capital humano puede agregar nuevas contribuciones al crecimiento económico y al desarrollo que van más allá de lo que se puede lograr a través del capital humano en general. El capacitación en capital humano representa una fuerza laboral altamente educada y capacitada que está mejor equipada para impulsar la innovación, mejorar la productividad y competir en la economía global. Por ejemplo, el capacitación en capital humano o capital humano calificado puede impulsar la innovación mediante la creación de nuevos productos, procesos y tecnologías, y su comercialización. Los trabajadores calificados también pueden adaptarse mejor a las nuevas tecnologías, los cambios en el mercado laboral y otras perturbaciones y, por lo tanto, son más productivos y eficientes que sus contrapartes no calificadas. Además, el capacitación en capital humano es un factor clave para determinar la competitividad de un país en la economía global. Una fuerza laboral numerosa y bien educada puede ayudar a un país a atraer inversiones y puede respaldar una amplia gama de industrias y mercados.Por lo tanto, si bien el capital humano en general contribuye de manera importante al crecimiento económico y al desarrollo, la presencia de capacitación en capital humano puede agregar una dimensión nueva y valiosa a estos esfuerzos.